# دمی اسشورش
دمی اسشورش (هلندی: Demi Schuurs؛ زادهٔ ۱ اوت ۱۹۹۳) تنیس‌باز زن اهل هلند است.